# Homer Van Meter
Pour les articles homonymes, voir Van Meter (homonymie).
Homer « Wayne » Van Meter (3 décembre 1906 - 23 août 1934) était un criminel et un braqueur de banque américain, actif au début du XXe siècle, connu notamment pour avoir été un complice de John Dillinger et de Baby Face Nelson.

## Biographie

### Jeunesse
Homer Van Meter est né à Fort Wayne dans l'Indiana. Fils d'un conducteur de train alcoolique, il s'échappe de chez lui vers l'âge de 11 ans et atterrit finalement à Chicago, où il travaille comme garçon d'étage et comme serveur.
Il est arrêté pour la première fois à l'âge de 17 ans, pour ébriété sur la voie publique. À Aurora dans l'Illinois, le 23 juin 1923, Van Meter est condamné à 41 jours de prison pour vol. Le 11 janvier 1924, il est condamné pour vol de véhicule motorisé et incarcéré au Menard Correctional Center. Au moment de son admission, il a un tatouage où l'on peut lire « Espoir », et il est atteint de la syphilis.
Van Meter est relâché sur parole en décembre 1924. Trois mois plus tard, il s'acoquine avec un ancien compagnon de cellule pour détrousser les passagers d'un train à Crown Point dans l'Indiana. Il est capturé et déclaré coupable de ce crime, écopant d'une sentence de 10 à 21 ans d'emprisonnement à purger dans une maison de redressement, Pendleton Reformatory, dans l'Indiana.

### Rencontre avec John Dillinger
Durant son séjour à Pendleton, Van Meter rencontre John Dillinger et Harry Pierpont (en). Van Meter devient ami avec Dillinger. Par contre, Van Meter et Pierpont se méprisent ouvertement, en grande partie à cause des bêtises ridicules et du comportement de Van Meter. Le 28 juillet 1925, ses blagues répétées et ses violations du règlement de Pendleton valent à Van Meter un transfert à la prison d'État de Michigan City dans l'Indiana.

### Tentatives d'évasion
En janvier 1926, Van Meter est amené à Chicago pour témoigner en faveur d'un homme injustement suspecté d'avoir été son complice pour l'attaque du train de Crown Point. Il s'échappe durant le voyage à Union Station, mais est rapidement appréhendé par ses gardiens alors qu'il mendiait de l'argent dans la rue. Une semaine plus tard, il tente de s'évader de prison une nouvelle fois, cette fois-ci avec son compagnon de cellule Charles Stewart. Comme sanction, il passe les deux mois suivants en cellule d'isolement, où il est sévèrement battu par des gardiens.

### Vague de crime
Par la suite, Van Meter affecte un retour dans le droit chemin suffisamment convaincant pour que la commission des libérations sur parole le libère le 19 mai 1933. Le 18 août de la même année, Van Meter rejoint Baby Face Nelson et Tommy Carroll pour braquer une banque à Grand Haven dans le Michigan. Ils s'enfuient avec 32 000 $. Le 23 octobre, le trio, en compagnie de John Paul Chase et de Charles Fisher, braquent une banque à Brainerd dans le Minnesota, fuyant avec 32 000 $. Quand l'Illinois publie la liste des ennemis publics fin 1933, Van Meter est classé 18e.
Le 6 mars 1934, Van Meter, John Dillinger, Baby Face Nelson, Tommy Carrol, Eddie Green et John « Red » Hamilton commettent un braquage à Sioux Falls dans le Dakota du Sud, durant lequel l'officier de police Hale Keith est gravement touché par Nelson. Les bandits s'échappent avec $49,500 (la somme varie parfois) vers leur cachette à Saint Paul dans le Minnesota. Une semaine plus tard, le 13 mars, le même gang attaque une banque à Mason City dans l'Iowa, pour 52 000 $. Le 12 avril, Dillinger et Van Metter braquent un poste de police à Warsaw dans l'Indiana, emportant des armes à feu et des gilets pare-balles.
À cause de ce niveau d'activité criminelle, Van Meter et le gang deviennent l'objet d'une intense chasse à l'homme de la part du F.B.I. Van Meter et Dillinger échangent des coups de feu avec leurs poursuivants de la police, le 31 mars (à Saint Paul) et le 23 avril (avec John Hamilton, à Hastings dans le Minnesota), mais parviennent à s'échapper à chaque fois. Cependant, Hamilton est blessé durant le dernier face-à-face, et meurt quatre jours plus tard dans la maison de Volney Davis et d'Edna Murray. Van Meter et des membres du gang Barker l'enterrent dans une carrière près d'Oswego dans l'Illinois.
Van Meter, Dillinger et Carrol passent le plus long du mois de mai 1934 cachés dans une cabane dans les bois près de East Chicago dans l'Indiana. Le 24 mai, alors qu'ils conduisent une berline dans East Chicago, Van Meter et Dillinger sont stoppés par les détectives de police Martin O'Brien et Lloyd Mulvihill. Van Meter les tue tous les deux.
Quelques jours plus tard, dans une tentative pour masquer leur identité, Dillinger et Van Meter subissent une intervention de chirurgie plastique, pratiquée par Whilhelm Loeser dans l'appartement de Jimmy Probasco, un patron de bar lié à l'Outfit. Loeser opère Van Meter le 3 juin. Insatisfait du résultat et sans doute sous le coup de la douleur de l'opération, Van Meter tente de tuer Loeser sur place.
Le 30 juin, Van Meter, Dillinger, Baby Face Nelson, et un quatrième homme non identifié (peut-être Pretty Boy Floyd) braquent une banque à  South Bend dans l'Indiana. Durant le braquage, quatre civils sont tués. Van Meter tue l'officier de police Howard Wagner. Il sera prouvé que ce fut la dernière attaque du gang.

### Mort
Le 22 juillet 1934, des agents du FBI menés par Melvin Purvis et Samuel P. Cowley abattent John Dillinger devant le Biograph Theater à Chicago. Cette nuit-là, Van Meter et sa compagne Marie Comforti fuient à Saint Paul.
Le 23 août, à l'angle de Marion Street et de University Avenue à Saint Paul, Van Meter est confronté à quatre policiers, dont le chef de la police Frank Cullen, l'ancien chef Thomas Brown et deux détectives, tous lourdement armés. Les policiers déclareront plus tard que Van Meter avait ignoré leur ordre de stopper et avait fui dans une allée proche, depuis laquelle il avait ouvert le feu sur les policiers, qui avaient répliqué à ce moment-là, tuant Van Meter,.
Le nombre et la gravité des blessures de Van Meter (il a été touché des douzaines de fois et plusieurs de ses doigts ont été arrachés par les balles) ont été attribués à l'utilisation par les policiers d'un pistolet-mitrailleur Thompson,. La famille de Van Meter dira plus tard qu'il avait été utilisé comme « cible d'entrainement ».
Les quatre policiers ramènent $1,323 trouvés sur Van Meter, alors que ses amis et associés prétendront qu'il transportait au moins $10,000 ce jour-là. En 1939, le FBI annonce qu'il soupçonne le gangster de Saint Paul Harry Sawyer d'avoir piégé Van Meter pour mettre la main sur son argent, partageant la somme avec les quatre policiers hauts gradés ayant pris part à la tuerie.
Homer Van Meter est enterré au Lindenwood Cemetery, à Fort Wayne dans l'Indiana.

## Tempérament
Il existe des témoignages contradictoires sur la personnalité de Van Meter, bien que tous soient d'accords sur le fait qu'il était un clown et un blagueur invétéré. À propos de sa personnalité criminelle, le directeur de la recherche à la prison d'État de Michigan City dit :
« This fellow is a criminal of the most dangerous type.  Moral sense is perverted and he has no intention of following anything but a life of crime ... He is a murderer at heart and if society is to be safeguarded, his type must be confined throughout their natural lives. »
« Cet individu est un criminel du genre le plus dangereux. Son sens moral est perverti et il n'a pas l'intention de suivre quoi que ce soit à part une vie de crime [...] C'est un meurtrier dans son cœur et si nous voulons que la société soit sauvegardée, les criminels de ce genre doivent être enfermés toute leur vie. »
Tandis que, peu de temps après et dans les mêmes circonstances, l'aumônier le décrit de la manière suivante :
« Van Meter ... is ready to prove that he is no longer the man who got off on such a bad start. »
« Van Meter [...] est prêt à prouver qu'il n'est désormais plus l'homme qui avait pris un si mauvais départ. »

## Dans la culture populaire
- Homer Van Meter a été le sujet d'un épisode de l'émission de radio les Gang Busters, qui deviendra plus tard un épisode de la première saison de la série télévisée de 1952 portant le même nom[10]. Dans l'émission de télévision, Van Meter fut interprété par l'acteur Richard Crane[11].
- En 1973, dans le film de John Milius Dillinger, Homer Van Meter est interprété par Harry Dean Stanton.
- En 1975, dans le téléfilm The Kansas City Massacre, Van meter est joué par Brion James.
- En 2001, la nouvelle de Stephen King The Death of Jack Hamilton (en français La Mort de Jack Hamilton), publiée dans le recueil Everything's Eventual (en français Tout est fatal), est racontée du point de vue de Homer Van Meter, dans un scénario selon lequel il ne meurt pas en 1934 et vit suffisamment longtemps pour évoquer l'assassinat de John F. Kennedy.
- En 2009, dans le film de Michael Mann Public Enemies, Homer Van Meter est interprété par l'acteur Stephen Dorff.